# Partido Verde de los Estados Unidos
El Partido Verde es un partido político de los Estados Unidos, de ideología ecologista e izquierdista que ha estado participando activamente de la política de ese país desde la década de 1990. El partido obtuvo la atención de la nación por primera vez cuando Ralph Nader se lanzó como candidato a la presidencia en los años 1996 y 2000. Actualmente, la principal organización del Partido Verde en los Estados Unidos es Green Party of the United States, que ha eclipsado a Greens/Green Party USA.
El Partido Verde ha ganado elecciones a nivel local; aunque la mayoría de sus candidatos participaron como independientes o en la elecciones no partidarias (donde los candidatos no eran asociados en las papeletas con ningún partido político). Actualmente, el funcionario "verde" de mayor nivel en Estados Unidos es John Eder, un legislador de Maine. El partido tiene 305.000 afiliados en los estados que permiten afiliación partidaria, y miles de simpatizantes en el resto del país. El partido participa en las papeletas electorales de 31 estados.
El Partido Verde prioriza el ambientalismo, la descentralización y autonomía local, y mantiene un compromiso con la democracia participativa no jerárquica. Es por esta razón que no sorprende que la fuerza del partido no provenga de una organización central nacional.
En 2012 Frederick Smith fue elegido en la Cámara de Representantes de Arkansas, es el único legislador a nivel estatal del partido. En las elecciones presidenciales de 2016, su candidata Jill Stein obtuvo 1 395 217 votos, lo que representó el 1,04 % del total de los sufragios.

## Historia
El movimiento político que comenzó en 1985 como los Comités de Correspondenciadescentralizados evolucionó hacia una estructura más centralizada en 1990, abriendo un centro de intercambio de información nacional y formando órganos de gobierno, estatutos y una plataforma como los Comités Verdes de Correspondencia (GCoC) y, en 1990, simplemente Los Verdes. La organización llevó a cabo esfuerzos de organización de base, actividades educativas y campañas electorales.
Surgieron divisiones internas entre los miembros que consideraban que la política electoral era en última instancia corruptora, y apoyaban la idea de un "partido antipartido" formado por Petra Kelly y otros líderes de Los Verdes en Alemania,frente a los que consideraban que las estrategias electorales eran un motor crucial del cambio social. Una lucha por la dirección de la organización culminó en un "acuerdo de compromiso", ratificado en 1990 en el Congreso Nacional de los Verdes en Elkins, Virginia Occidental, y en el que ambas estrategias se acomodarían dentro de la misma organización política 527, rebautizada como Verdes/Partido Verde de Estados Unidos (G/GPUSA). Fue reconocido por la FEC como partido político nacional en 1991.
El acuerdo de compromiso fracasó posteriormente y dos organizaciones del Partido Verde coexistieron en los Estados Unidos hasta 2019, cuando se disolvió el Verdes/Partido Verde de Estados Unidos. La Red de Política Verde se organizó en 1990 y la Asociación Nacional de Partidos Verdes Estatales se formó en 1994. Las divisiones entre quienes presionaban para entrar en el escenario político nacional y quienes aspiraban a echar raíces a nivel local continuaron ampliándose durante la década de 1990. La Asociación de Partidos Verdes Estatales (ASGP) alentó y respaldó las campañas presidenciales de Nader en 1996 y 2000. En 2001, el impulso para separar la actividad electoral de la organización basada en temas del G/GPUSA condujo a la Propuesta de Boston y al posterior ascenso del Partido Verde de los Estados Unidos. El G/GPUSA perdió la mayoría de sus afiliados en los meses siguientes y abandonó su estatus de partido nacional de la FEC en el año 2005.

## Ideología

### Cuestiones económicas y sociales

#### Eco-socialismo
En 2016, el Partido Verde aprobó una moción a favor de rechazar tanto el capitalismo como el socialismo de Estado, apoyando en cambio un "sistema económico alternativo basado en la ecología y la descentralización del poder". La moción establece que el cambio que, según el partido, podría describirse como la promoción del "socialismo ecológico", el "comunalismo" o quizás la "mancomunidad cooperativa".
El rechazo del Partido Verde tanto al socialismo de Estado como al capitalismo y su promoción del comunalismo que fue creado por el socialista libertario Murray Bookchin coloca al Partido Verde en la ideología del socialismo libertario. La economía eco-socialista que el Partido Verde de los Estados Unidos quiere crear es similar a la economía mutualista socialista de mercado de Proudhon, que consiste en un gran sector de empresas públicas controladas democráticamente, un gran sector de empresas cooperativas y una economía más pequeña basada en un sector de pequeñas empresas y autónomos. Los bienes y servicios de consumo se venderían a los consumidores en el mercado por cooperativas, empresas públicas y pequeñas empresas, los servicios que serían financiados por el Estado incluyen atención médica, educación, cuidado infantil y transporte público urbano. Los bienes y servicios que estarían disponibles a bajo costo incluirían vivienda pública, energía, banda ancha y agua. El partido también creará bancos cooperativos que ofrezcan intereses bajos algo similares a los bancos mutualistas de Proudhon. Howie Hawkins, quien fue nominado por el Partido Verde para postularse para presidente de los Estados Unidos, se identifica como un socialista libertario.

#### Diez Valores Claves del Partido Verde
Los Diez Valores Claves del Partido Verde son una ampliación de los Cuatro Pilares del Partido Verde originado en Europa y que sostienen los partidos verdes en todo el mundo. Después de 20 años de uso, hay diferentes explicaciones sobre qué significan los términos originales, y hay muchos ejemplos de políticas que representan a los principios en acción, pero los términos en sí se mantienen relativamente constantes:
1. Economía basada en la comunidad. Ejemplos: LETS (centros donde se pueden intercambiar bienes y servicios sin necesidad de usar dinero), priorización de compras a productores locales, CSA (Community-supported agriculture) o agricultura basada en la comunidad.
2. Descentralización. Ejemplos: democracia biorregional, agricultura sustentable.
3. Sabiduría ecológica. Ejemplos: acabar con la extinción de especies debido a la intervención humana, promover la ecología.
4. Feminismo. Ejemplos: seguro de salud especial para madres y niños, foco en la igualdad en el gobierno, desincentivando la competencia e incentivando la cooperación.
5. Hacer más participativa la democracia (democracia de base) en el nivel más bajo posible. Ejemplos: a través de la reforma electoral para promover la democracia deliberativa.
6. No violencia. Ejemplos: evitando las escaladas de violencia, procesos de paz.
7. Responsabilidad personal y global. Ejemplos: compras morales o éticas, simplicidad voluntaria (similar a vivir de manera sencilla).
8. Respeto a la diversidad. Ejemplos: a través del comercio justo, democracia biorregional.
9. Justicia social. Ejemplos: reducción del daño en lugar de tolerancia cero, defensa del salario mínimo.
10. Enfoque en el futuro / sustentabilidad. Ejemplos: medir el bienestar de acuerdo con su efecto sobre siete generaciones, energía renovable, conservacionismo, nuevo urbanismo, políticas de cero desechos.

Puede encontrar el detalle de los 10 valores de acuerdo con el propio partido.

#### Cuidado de la salud
El Partido Verde apoya la implementación de un sistema de salud de pagador único y la abolición del seguro médico privado en los Estados Unidos.También han pedido que los procedimientos de anticoncepción y aborto estén disponibles a pedido.El Partido Verde ha pedido la derogación de la Enmienda Hyde, una ley que prohíbe el uso de fondos de los contribuyentes federales para abortos, a menos que sea en casos de violación, incesto o para salvar la vida de la madre.

#### Educación
El Partido Verde pide que se proporcionen estudios universitarios gratuitos en las universidades públicas y las escuelas profesionales, que se aumente la financiación de los programas extraescolares y de guarderías, que se cancelen todas las deudas por préstamos estudiantiles y que se derogue la ley Que Ningún Niño Se Quede Atrás. Se oponen firmemente a la disolución de las escuelas públicas y a la privatización de la educación.

#### Green New Deal
En el año 2006, el Partido Verde desarrolló un Green New Deal que, en última instancia, serviría como un plan de transición hacia una energía renovable energía 100% limpia y renovable para el año 2030 utilizando un impuesto al carbono, trabajo garantizado mediante una garantía de empleo, educación universitaria pública, atención médica de pagador único y centrarse en el uso de programas públicos.
Howie Hawkins centró su campaña para gobernador en el Green New Deal, que fue la primera vez que se introdujo la política.Jill Stein también desarrolló su campaña presidencial basándose en el Green New Deal.

#### Justicia penal
El Partido Verde favorece la abolición de la pena de muerte, la derogación de la ley de los tres delitos, la prohibición de las prisiones privadas, la legalización de la marihuana y la despenalización de otras drogas.

#### Justicia racial
El Partido Verde aboga por reparaciones "completas y plenas" a la comunidad afroamericana, así como por la eliminación de la bandera confederada de todos los edificios gubernamentales.
Derechos LGBT+
El partido apoya el matrimonio entre personas del mismo sexo, el derecho de acceso a tratamientos médicos y quirúrgicos para las personas transgénero y no conformes con su género, y la retirada de la ayuda extranjera a los países con malos antecedentes en materia de derechos LGBT+. El partido se opone al feminismo crítico con el género.

#### Derechos de los jóvenes
El partido apoya los derechos de los jóvenes. Rechaza la idea de que los jóvenes sean propiedad de sus padres o tutores. Apoya que se proporcione a las madres atención prenatal. Se opone al abuso y al abandono infantil y apoya el derecho de los jóvenes a la alimentación, a la vivienda, la atención sanitaria y la educación. Apoya una mayor participación de los estudiantes en su educación y en la educación sexual y se opone a los anuncios comerciales en las escuelas. Apoya la reducción de la edad para votar a los 16 años.
Recaudación de fondos y posición en los Super PAC
En las primeras décadas de la organización de los Verdes en Estados Unidos, el sistema estadounidense predominante de elecciones dominadas por el dinero fue rechazado universalmente por los Verdes, de modo que algunos de ellos se mostraban reacios a que los Verdes participaran en el sistema electoral porque consideraban que el sistema de financiación de las campañas era inherentemente corrupto. Otros Verdes creían firmemente que el Partido Verde debía desarrollarse en el ámbito electoral y muchos de ellos pensaban que la adopción de un modelo alternativo de financiación de las campañas, que hiciera hincapié en los límites autoimpuestos a las contribuciones, presentaría un contraste saludable y atractivo con las odiosas prácticas de financiación de las campañas de los principales partidos dominados por el dinero.
Con el paso de los años, algunos partidos verdes estatales han dejado de poner tanto énfasis en el principio de los límites autoimpuestos como antes. No obstante, es seguro decir que la recaudación de fondos del Partido Verde (para las campañas de los candidatos y para el propio partido) todavía tiende a depender de contribuciones relativamente pequeñas y que los Verdes en general critican no sólo el auge de los Super PAC, sino también el sistema de grandes sumas de dinero, que algunos Verdes critican como plutocracia.
Algunos Verdes creen que la postura del Partido Verde debería ser simplemente la de respetar las leyes y regulaciones sobre financiación de campañas.Otros Verdes sostienen que sería perjudicial para el Partido Verde no adoptar una postura de principios contra la influencia antidemocrática del dinero en el proceso político. Los candidatos a cargos públicos, como Jill Stein, candidata del Partido Verde a la presidencia de los Estados Unidos en 2012y 2016, suelen depender de donaciones más pequeñas para financiar sus campañas.

### Política exterior
El Partido Verde pide a Estados Unidos que se adhiera a la Corte Penal Internacional y que firme el Tratado de Prohibición Completa de los Ensayos Nucleares y el Tratado de No Proliferación Nuclear. Además, apoya la reducción a la mitad del presupuesto de defensa, así como la prohibición de todas las ventas de armas a países extranjeros.

#### Irán
El Partido Verde apoya el acuerdo nuclear con Irán de 2015 para reducir las sanciones y al mismo tiempo limitar la capacidad de Irán para fabricar armas nucleares.

#### Israel/Palestina
El Partido Verde defiende el derecho de los palestinos al retorno y la suspensión de toda la ayuda estadounidense a Israel. También ha expresado su apoyo al movimiento de Boicot, Desinversiones y Sanciones (BDS).El Partido Verde apoya "...la creación de un Estado secular y democrático para palestinos e israelíes en la tierra entre el mar Mediterráneo y el río Jordán como hogar nacional de ambos pueblos, con Jerusalén como su capital".
El Partido Verde pidió un alto el fuego en la guerra de Gaza y condenó los crímenes de guerra israelíes en la Franja de Gaza.

## Estructura y composición

### Comités
El Partido Verde tiene dos comités nacionales reconocidos por la Comisión Federal de Elecciones (FEC):
- El Comité Nacional Verde (GNC)
- El Comité de Campaña Senatorial Verde (GSCC)[42]

#### Comité Nacional Verde
El GNC está compuesto por delegados elegidos por los partidos estatales afiliados. Los partidos estatales también designan delegados para que presten servicios en los diversos comités permanentes del GNC. El Comité Nacional elige un comité directivo de siete copresidentes, un secretario y un tesorero para supervisar las operaciones diarias. El Comité Nacional realiza la mayor parte de sus actividades en línea, pero también celebra una reunión nacional anual para realizar sus actividades en persona.

### Caucus
Cinco grupos de identidad han logrado representación en el GNC:
- Caucus Nacional Negro[44]
- Caucus Latino[45]
- Caucus Verde Lavanda (LGBTQIA+)[46]
- Caucus Nacional de Mujeres[47]
- Jóvenes Ecosocialistas[48]

Otros caucus han trabajado para obtener el reconocimiento formal por parte del GNC:
- Caucus de Discapacitados[49]
- Caucus Trabajador[50]
- Caucus Indígena[51]
- Caucus de Ancianos[52]

## Afiliación y distribución geográfica
El Partido Verde ocupa el cuarto lugar en porcentaje de votantes registrados en los Estados Unidos, con un total de 234.120 miembros.El Partido Verde tiene su mayor apoyo popular en la Costa del Pacífico, la región de los Grandes Lagos Superiores y el Nordeste, como se refleja en la distribución geográfica de los candidatos verdes elegidos.A junio de 2007, los californianos han elegido a 55 de los 226 funcionarios verdes que ocupan cargos en todo el país. Otros estados con un alto número de funcionarios electos verdes son Pensilvania (31), Wisconsin (23), Massachusetts (18) y Maine (17). Maine tiene el mayor número per cápita de funcionarios electos verdes del país y el mayor porcentaje de registro verde, con más de 29.273 verdes que comprenden el 2,95% del electorado a noviembre de 2006.Madison, Wisconsin es la ciudad con más funcionarios electos verdes (8), seguida de Portland, Maine (7).

Afiliación al Partido Verde de Estados Unidos por año

La campaña presidencial de 2016 de Jill Stein obtuvo un apoyo sustancial de los condados y distritos electorales con un alto porcentaje de población indígena estadounidense. Por ejemplo, en el condado de Sioux (Dakota del Norte, 84,1 % de población indígena estadounidense), Stein obtuvo su mejor resultado a nivel de condado: 10,4 % de los votos. En el condado de Rolette (también Dakota del Norte, 77 % de población indígena estadounidense), obtuvo el 4,7 % de los votos. Otros condados de mayoría indígena estadounidense donde Stein obtuvo un resultado superior al promedio estatal son Menominee (WI), Roosevelt (MT) y varios distritos electorales en Alaska.
En su apogeo en 2004, el Partido Verde tenía 319.000 miembros registrados en los estados que permitían el registro del partido y decenas de miles de miembros y contribuyentes en el resto del país.

### Partidos estatales y territoriales
La siguiente es una lista de los partidos estatales acreditados que componen el Partido Verde de los Estados Unidos: 
- Partido Verde de Arizona
- Partido Verde de Arkansas
- Partido Verde de California
- Partido Verde de Colorado
- Partido Verde de Connecticut
- Partido Verde de Delaware
- Partido Verde por la Estadidad del DC
- Partido Verde de Florida
- Partido Verde de Montana
- Partido Verde de Hawaii
- Partido Verde de Idaho
- Partido Verde de Illinois
- Partido Verde de Indiana
- Partido Verde de Iowa
- Partido Verde de Kansas
- Partido Verde de Kentucky
- Partido Verde de Luisiana
- Partido Verde Independiente de Maine
- Partido Verde de Maryland
- Fiesta del Arcoíris Verde (Massachusetts)
- Partido Verde de Michigan
- Partido Verde de Minnesota
- Partido Verde de Misisipi
- Partido Verde de Nueva York
- Partido Verde de Nebraska
- Partido Verde de Nueva Jersey
- Partido Verde de Carolina del Norte
- Partido Verde de Ohio
- Partido Verde de Oklahoma
- Partido Verde del Pacífico (Oregón)
- Partido Verde de Pensilvania
- Partido Verde de Carolina del Sur
- Partido Verde de Texas
- Partido Verde de Utah
- Partido Verde de Vermont
- Partido Verde de Virginia
- Partido Verde del Estado de Washington
- Partido  de la Montaña (Virginia Occidental)
- Partido Verde de Wisconsin

Desafiliados:
- Partido Verde de Alaska. Desafiliado desde el 12 de enero de 2021 debido a la nominación de Jesse Ventura como su candidato presidencial para las elecciones presidenciales de Estados Unidos de 2020.[60][61]
- Partido Verde de Georgia. Desacreditado el 26 de julio de 2021, debido a la adopción de la Declaración sobre los Derechos de las Mujeres en función del sexo en su plataforma partidaria.[62][63]
- Partido Verde Rhode Island. Desafiliado desde el 29 de diciembre de 2020 debido a que apoyó a Joe Biden para presidente durante las elecciones presidenciales de Estados Unidos de 2020.[64]

## Titulares de cargos

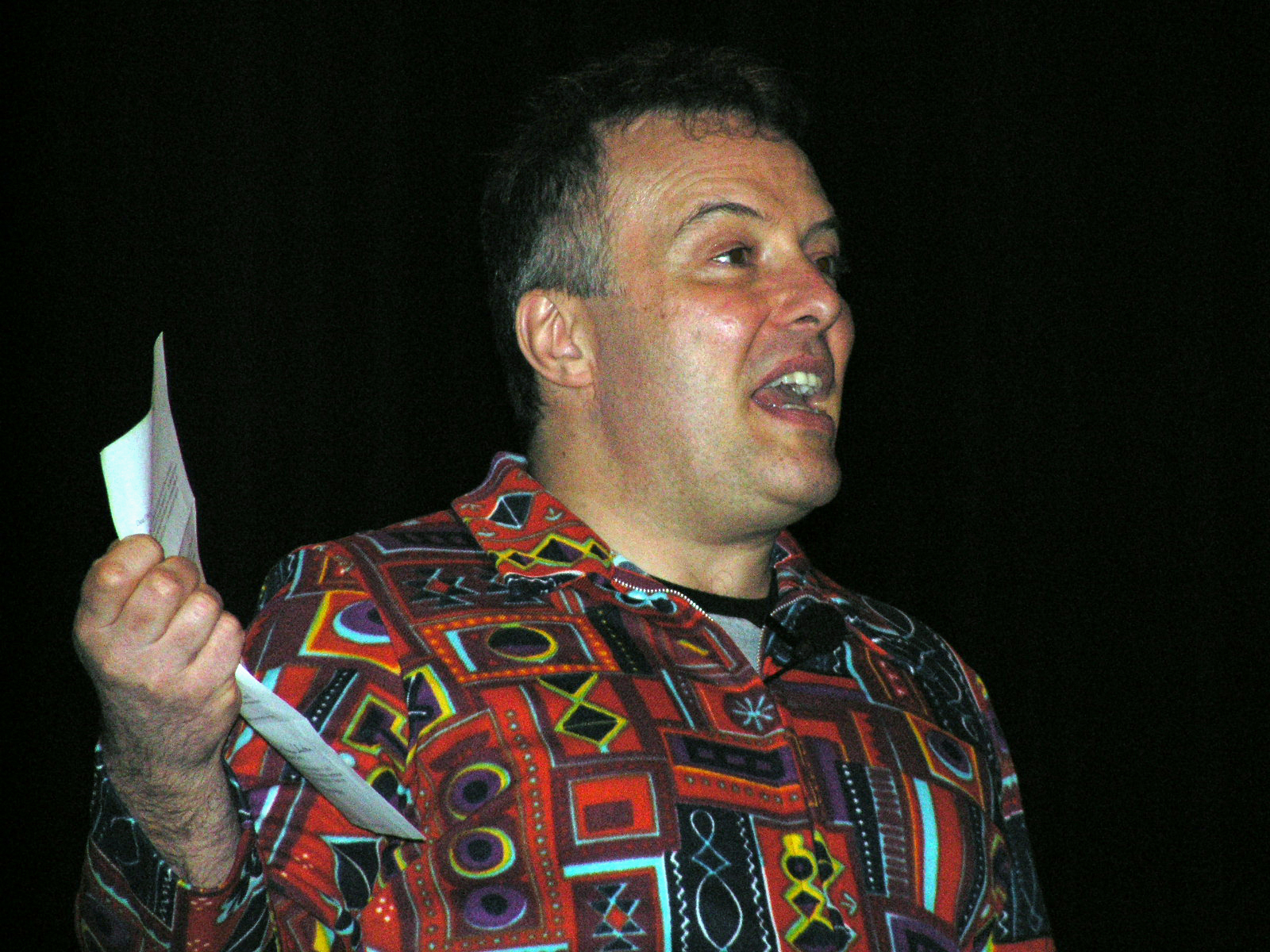
El músico Jello Biafra se postuló para la nominación presidencial del Partido Verde en 2000 y se ha postulado para otros cargos con el Partido Verde.

En febrero de 2024, 144 funcionarios en los Estados Unidos estaban afiliados al Partido Verde.El partido no ha tenido ninguna representación en cargos federales o estatales.
En 2016, la mayoría de ellos se encontraban en California, varios en Illinois, Connecticut, Maine, Massachusetts, Oregón, Pensilvania y Wisconsin, y cinco o menos en otros diez estados. Entre ellos había un alcalde, un vicealcalde y catorce comisionados de condado o ciudad (o equivalentes). El resto eran miembros de juntas escolares, secretarios y otros órganos y cargos administrativos locales.

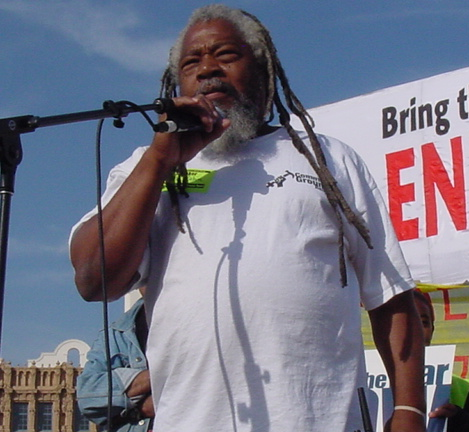
Malik Rahim, ex activista del Partido Pantera Negra, se postuló para el Congreso en 2008 con el Partido Verde.

Varios miembros del Partido Verde han sido elegidos para cargos a nivel estatal, aunque no siempre como afiliados del partido. John Eder fue elegido para la Cámara de Representantes de Maine, reelegido en 2004, pero derrotado en 2006. Audie Bock fue elegida para la Asamblea Estatal de California en 1999, pero cambió su registro a independiente siete meses despuésy se presentó como tal en las elecciones de 2000. Richard Carroll fue elegido para la Cámara de Representantes de Arkansas en 2008, pero cambió de partido para convertirse en demócrata cinco meses después de su elección.Fred Smith fue elegido para la Cámara de Representantes de Arkansas en 2012, pero se volvió a registrar como demócrata en 2014.En 2010, el exlíder del Partido Verde Ben Chipman fue elegido para la Cámara de Representantes de Maine como candidato no inscrito y fue reelegido en 2012 y 2014. Desde entonces se ha registrado como demócrata y está sirviendo en el Senado de Maine.

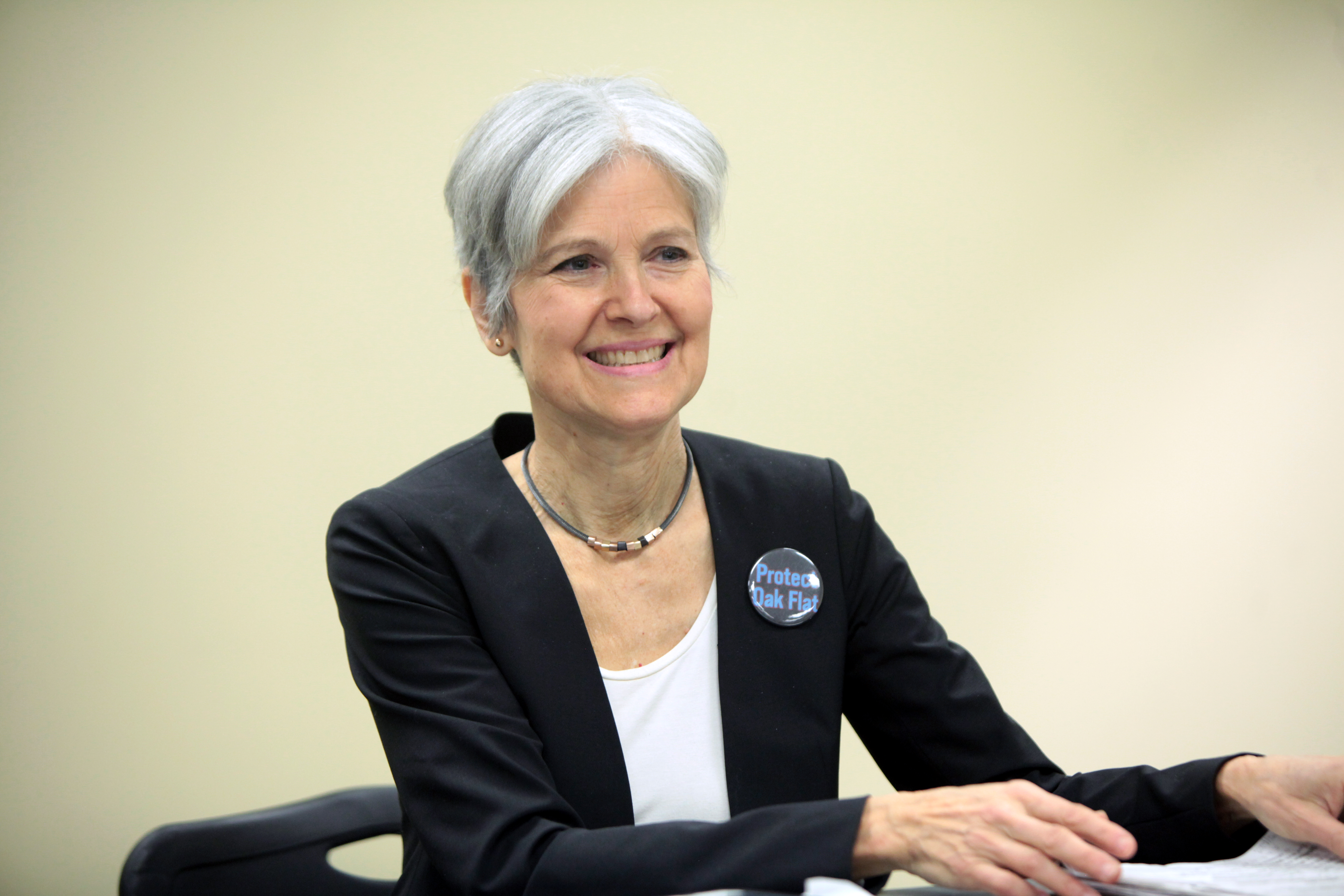
La candidata presidencial verde de 2012 y 2016, Jill Stein, sirvió de 2005 a 2010 como miembro de la Asamblea Municipal de Lexington.

Gayle McLaughlin fue elegida dos veces alcaldesa de Richmond, California, derrotando a dos demócratas en 2006y luego reelegida en 2010; y elegida para el Concejo Municipal en 2014 después de completar su segundo mandato como alcaldesa.Con una población de más de 100.000 personas, fue la ciudad estadounidense más grande con un alcalde verde. Fairfax, California; Arcata, California; Sebastopol, California; y New Paltz, Nueva York son las únicas ciudades de los Estados Unidos que han tenido una mayoría del Partido Verde en sus concejos municipales. Twin Ridges Elementary en el condado de Nevada, California, tuvo la primera junta escolar con mayoría del Partido Verde en los Estados Unidos.
El 21 de septiembre de 2017, Ralph Chapman, miembro de la Cámara de Representantes de Maine, cambió su registro partidario de no afiliado a Verde, lo que proporcionó al Partido Verde su primer representante a nivel estatal desde 2014.Henry John Bear se convirtió en miembro del Partido Verde el mismo año que Chapman, lo que le dio al Partido Verde Independiente de Maine y al GPUS su segundo representante estatal en funciones, aunque Bear es un miembro tribal sin derecho a voto de la Cámara de Representantes de Maine.
Aunque varios candidatos verdes al Congreso han superado el 20%, ningún candidato del Partido Verde ha sido elegido para un cargo en el gobierno federal. En 2016, Mark Salazar estableció un nuevo récord para un candidato del Partido Verde al Congreso. En su candidatura por el distrito 8 de Arizona contra el congresista republicano en ejercicio Trent Franks, Salazar recibió 93.954 votos o el 31,43%.

### Asambleas legislativas
Con excepción de las legislaturas estatales y los consejos municipales principales, todos los demás órganos legislativos incluidos en la siguiente tabla cronológica tuvieron/tienen más de dos miembros afiliados desempeñando simultáneamente su cargo.
| Años                 | Posición del gobierno                            | Jurisdicción                                      | Estado       |
| -------------------- | ------------------------------------------------ | ------------------------------------------------- | ------------ |
| 2001–2022            | Minoría (1/13 escaños) 2001–2005: (2/13 escaños) | Ayuntamiento de Minneapolis                       | Minnesota    |
| 2018–2019            | Minoría ( 1/141 escaños)                         | Cámara de Delegados de Maryland                   | Maryland     |
| 2017–2018            | Minoría (2/154* escaños)                         | Cámara de Representantes de Maine                 | Maine        |
| 2002–2006            | Minoría ( 1/151 escaños)                         | Cámara de Representantes de Maine                 | Maine        |
| 2016–2017            | Minoría (2/5 escaños)                            | Distrito de Conservación del Agua de Anoka        | Minnesota    |
| 2013–2015            | Minoría (1/100 escaños)                          | Cámara de Representantes de Arkansas              | Arkansas     |
| 2008–2009            | Minoría (1/100 escaños)                          | Cámara de Representantes de Arkansas              | Arkansas     |
| 2002–2014            | Minoría fluctuante (3-4 de 9 escaños)            | Junta de Estabilización de Alquileres de Berkeley | California   |
| 2009–2013            | Mayoría (3/5 escaños)                            | Ayuntamiento de Fairfax                           | California   |
| 2004–2008            | Minoría (2/5 escaños)                            | Ayuntamiento de Fairfax                           | California   |
| 1990–2012            | Minoría fluctuante (2-5 de 30 escaños)           | Junta de supervisores del condado de Douglas      | Wisconsin    |
| 2001–2009            | Minoría fluctuante (2-4 de 20 escaños)           | Consejo Común de Madison                          | Wisconsin    |
| 1998–2008            | Minoría fluctuante (2-4 de 39 escaños)           | Junta de supervisores del condado de Dane         | Wisconsin    |
| 2004–2008            | Minoría fluctuante (3-4 de 29 escaños)           | Junta de supervisores del condado de Portage      | Wisconsin    |
| 2000–2008            | Mayoría (3/5 escaños)                            | Ayuntamiento de Sebastopol                        | California   |
| 2004–2007            | Minoría fluctuante (2-4 de 9 escaños)            | Junta de Educación de Portland                    | Maine        |
| 2003–2007            | Minoría (2/7 escaños)                            | Comisión de la ciudad de Kalamazoo                | Míchigan     |
| 2004–2006; 1996–1998 | Mayoría (3/5 escaños)                            | Ayuntamiento de Arcata                            | California   |
| 2002–2004; 1998–2000 | Minoría (2/5 escaños)                            | Ayuntamiento de Arcata                            | California   |
| 2002–2006            | Mayoría (3/5 escaños)                            | Junta Escolar de la Escuela Primaria Twin Ridges  | California   |
| 2003–2004            | Mayoría (3/5 escaños)                            | Consejo del Pueblo de New Paltz                   | Nueva York   |
| 2002–2004            | Minoría ( 1/80 escaños)                          | Asamblea General de Nueva Jersey                  | Nueva Jersey |
| 1998–2004            | Minoría (2/7 escaños)                            | Ayuntamiento de Santa Mónica                      | California   |
| 2001–2003            | Minoría (2/30 escaños)                           | Junta de concejales de New Haven                  | Connecticut  |
| 2000–2002            | Minoría (2/8 escaños)                            | Ayuntamiento de Salem                             | Oregón       |
| 2000–2002            | Minoría (2/8 escaños)                            | Ayuntamiento de Santa Fe                          | Nuevo México |
| 1995–2002            | Minoría (2/5 escaños)                            | Ayuntamiento de Punta Arenas                      | California   |
| 1999                 | Minoría ( 1/80 escaños)                          | Asamblea Estatal de California                    | California   |
| 1996–1998            | Minoría (2/8 escaños)                            | Ayuntamiento de Fayetteville                      | Arkansas     |

## Críticas y controversias

### Partido spoiler
Algunos analistas políticos sostienen que las candidaturas del partido han dado lugar a elecciones arruinadas para el Partido Demócrata, con candidatos republicanos ganando, sobre todo la derrota de Al Gore por parte de George W. Bush en 2000y la victoria de Donald Trump en 2016.En 2019, el excandidato presidencial verde Ralph Nader dijo a The Washingtonian que, si bien todavía no se considera un saboteador, lamentaba no haber participado en las primarias demócratas de 2000.Un artículo de The New York Times de 2020 destacó los esfuerzos previos de los miembros del Partido Republicano para utilizar al Partido Verde para arruinar las elecciones a favor de su partido.

### Rusia
La investigación del Senado de los Estados Unidos sobre la interferencia rusa en las elecciones investigó a Jill Stein y al Partido Verde por posible colusión y buscó comprender mejor por qué y cómo Rusia estaba promoviendo al partido.Politico y Newsweek informaron que actores estatales rusos promovieron de forma encubierta a Stein y otros candidatos del Partido Verde en Facebook antes de las elecciones de 2016.NBC News informó que "existe un creciente conjunto de pruebas que [muestran] que los rusos trabajaron para impulsar la campaña de Stein como parte del esfuerzo por desviar el apoyo de la candidata demócrata Hillary Clinton e inclinar la elección a favor de Trump".NBC News también documentó más de 100 casos en los que Stein apareció en los medios estatales rusos y recibió una cobertura favorable.En 2015, Stein fue fotografiada cenando en la misma mesa que el presidente ruso Vladímir Putin en la gala del décimo aniversario de RT en Moscú, lo que generó más controversia.Stein afirmó que no había tenido ningún contacto con Putin en la cena y describió la situación como un "evento sin importancia".
Algunos han considerado que las posiciones de política exterior de Stein en 2016 con respecto a temas rusos reflejaron las del gobierno ruso, en algunos casos, incluso en relación con la anexión de Crimea.Stein condenó la invasión de Ucrania por parte de Rusia en 2022, pero afirmó que Rusia fue provocada por la expansión hacia el este de la OTAN.

### Irregularidades en sus elecciones primarias
El 16 de octubre de 2019, una carta conjunta de candidatos pidió una reforma en el proceso de primarias presidenciales del Partido Verde en respuesta al anuncio del partido de que eliminaría a los candidatos no reconocidos de su lista de sitios web ese noviembre, un esfuerzo que los candidatos verdes afirmaron que se estaba haciendo para ayudar a la campaña de Howie Hawkins a asegurar la nominación del partido.A esto le siguieron acusaciones de conflictos de intereses entre los líderes del partido, cuyos miembros, según los candidatos, estaban ayudando al cofundador del partido, Howie Hawkins, y de una supuesta pasada por alto una violación de las reglas del Partido Verde que habría descalificado a Hawkins para postularse como Verde, debido a que también buscaba la nominación del Partido Socialista.
Después de que la Convención de Nominación del Partido Verde de 2020 nombrara a Hawkins como su candidato presidencial, el segundo clasificado, Dario Hunter, anunció a través de Twitter que continuaría buscando la presidencia como candidato independiente. Hunter citó supuestas irregularidades y procesos antidemocráticos durante las primarias presidenciales del Partido Verde, afirmando que los líderes del partido habían cometido “faltas éticas” para asegurar la nominación de Hawkins, y criticó a Hawkins por lo que él veía como su “perspectiva imperialista” y sus “puntos de conversación de la CIA”.

## Resultados electorales

### Elecciones presidenciales

Este mapa muestra el porcentaje de voto popular que obtuvo Jill Stein en cada condado en 2016

|  | 0,7 % |

|  | 2,7 % |

|  | 0,1 % |

|  | 0,1 % |

|  | 0,4 % |

|  | 1,1 % |

|  | 0,3 % |

|  | 0,5 % |

### Congreso

#### Senado
| Año electoral                                  | Número total de votos en las elecciones generales | % del total de votos                           | Número total de escaños ganados                | +/-                                            |
| Asociación de Partidos Verdes Estatales (ASGP) | Asociación de Partidos Verdes Estatales (ASGP)    | Asociación de Partidos Verdes Estatales (ASGP) | Asociación de Partidos Verdes Estatales (ASGP) | Asociación de Partidos Verdes Estatales (ASGP) |
| ---------------------------------------------- | ------------------------------------------------- | ---------------------------------------------- | ---------------------------------------------- | ---------------------------------------------- |
| 2000                                           | 685,289                                           | 0,90                                           | 0 / 34                                         | -                                              |
| Partido Verde de los Estados Unidos (GPUS)     |                                                   |                                                |                                                |                                                |
| 2002                                           | 94.702                                            | 0,20                                           | 0 / 34                                         | -86,17%                                        |
| 2004                                           | 157.671                                           | 0,20                                           | 0 / 34                                         | +66,48%                                        |
| 2006                                           | 295.935                                           | 0,50                                           | 0 / 33                                         | +87,70%                                        |
| 2008                                           | 427,427                                           | 0,70                                           | 0 / 33                                         | +44,44%                                        |
| 2010                                           | 516.517                                           | 0,80                                           | 0 / 37                                         | +20,83%                                        |
| 2012                                           | 212.103                                           | 0,20                                           | 0 / 33                                         | -59,00%                                        |
| 2014                                           | 152.555                                           | 0,32                                           | 0 / 33                                         | -28,11%                                        |
| 2016                                           | 695.604                                           | 0,97?                                          | 0 / 33                                         | +356,79%                                       |
| 2018                                           | 200,599                                           | 0,22                                           | 0 / 33                                         | -71,13%                                        |
| 2020                                           | 258.348                                           | 0,03                                           | 0 / 33                                         | +28,77%                                        |
| 2022                                           | 87.964                                            | 0,32                                           | 0 / 34                                         | -65,85%                                        |
| 2024                                           |                                                   |                                                |                                                | -                                              |

#### Cámara de Representantes
| Año electoral                                        | Número total de votos en las elecciones generales    | % del total de votos                                 | Número total de escaños ganados                      | +/-                                                  |
| Verdes/Partido Verde de los Estados Unidos (G/GPUSA) | Verdes/Partido Verde de los Estados Unidos (G/GPUSA) | Verdes/Partido Verde de los Estados Unidos (G/GPUSA) | Verdes/Partido Verde de los Estados Unidos (G/GPUSA) | Verdes/Partido Verde de los Estados Unidos (G/GPUSA) |
| ---------------------------------------------------- | ---------------------------------------------------- | ---------------------------------------------------- | ---------------------------------------------------- | ---------------------------------------------------- |
| 1992                                                 | 134.072                                              | 0,14                                                 | 0 / 435                                              | -                                                    |
| 1994                                                 | 52.096                                               | 0,07                                                 | 0 / 435                                              | -61,19%                                              |
| Asociación de Partidos Verdes Estatales (ASGP)       |                                                      |                                                      |                                                      |                                                      |
| 1996                                                 | 42.510                                               | 0,05                                                 | 0 / 435                                              | -18,42%                                              |
| 1998                                                 | 70,932                                               | 0,11                                                 | 0 / 435                                              | +66,84%                                              |
| 2000                                                 | 260.087                                              | 0,26                                                 | 0 / 435                                              | +266,87%                                             |
| Partido Verde de los Estados Unidos (GPUS)           |                                                      |                                                      |                                                      |                                                      |
| 2002                                                 | 297.187                                              | 0,40                                                 | 0 / 435                                              | +14,25%                                              |
| 2004                                                 | 344.549                                              | 0,30                                                 | 0 / 435                                              | +15,93%                                              |
| 2006                                                 | 243.391                                              | 0,29                                                 | 0 / 435                                              | -29,36%                                              |
| 2008                                                 | 580.263                                              | 0,47                                                 | 0 / 435                                              | +138,44%                                             |
| 2010                                                 | 252.688                                              | 0,29                                                 | 0 / 435                                              | -56,45%                                              |
| 2012                                                 | 372.996                                              | 0,30                                                 | 0 / 435                                              | +47,61%                                              |
| 2014                                                 | 246.567                                              | 0,30                                                 | 0 / 435                                              | -33,89%                                              |
| 2016                                                 | 515,263                                              | 0,42?                                                | 0 / 435                                              | +108,98%                                             |
| 2018                                                 | 276.877                                              | 0,22                                                 | 0 / 435                                              | -46,28%                                              |
| 2020                                                 | 90,121                                               | 0,06                                                 | 0 / 435                                              | -67,16%                                              |
| 2022                                                 | 69,802                                               | 0,06                                                 | 0 / 435                                              | -                                                    |
| 2024                                                 |                                                      |                                                      |                                                      | -                                                    |

### Mejores resultados en las principales carreras
En negrita se indica la carrera en la que el candidato verde fue elegido para el cargo.
| Oficina                                    | Por ciento | Distrito                            | Año  | Candidato           |
| ------------------------------------------ | ---------- | ----------------------------------- | ---- | ------------------- |
| Presidente                                 | 10,07%     | Alaska                              | 2000 | Ralph Nader         |
| Presidente                                 | 6,92%      | Vermont                             | 2000 | Ralph Nader         |
| Presidente                                 | 6,42%      | Massachusetts                       | 2000 | Ralph Nader         |
| Senado de los Estados Unidos               | 20,5%      | Arkansas                            | 2008 | Rebeca Kennedy      |
| Senado de los Estados Unidos               | 15,4%      | Distrito de Columbia                | 2018 | Leonor Ory          |
| Senado de los Estados Unidos               | 14,3%      | Distrito de Columbia                | 2006 | Joyce Robinson-Paul |
| Cámara de Representantes de Estados Unidos | 31,5%      | Distrito 8 de Arizona               | 2016 | Marcos Salazar      |
| Cámara de Representantes de Estados Unidos | 27,5%      | Distrito 34 de California           | 2018 | Kenneth Mejía       |
| Cámara de Representantes de Estados Unidos | 23,2%      | Distrito 2 de Arkansas              | 2008 | Deb McFarland       |
| Gobernador                                 | 10,4%      | Illinois                            | 2006 | Rico Whitney        |
| Gobernador                                 | 10,3%      | Nuevo México                        | 1994 | Roberto Mondragón   |
| Gobernador                                 | 9,5%       | Maine                               | 2006 | Pat La Marche       |
| Otros a nivel estatal                      | 32,7%      | Tesorero del estado de Nuevo México | 1994 | Lorenzo García      |
| Otros a nivel estatal                      | 32,4%      | Tesorero del estado de Arkansas     | 2010 | Bobby Tullis        |
| Otros a nivel estatal                      | 26,7%      | Fiscal General de Arkansas          | 2010 | Rebeca Kennedy      |
| Legislatura estatal                        | 67,1%      | Distrito 38 de Maine                | 2002 | John Eder           |
| Legislatura estatal                        | 50,9%      | Distrito 118 de Maine               | 2004 | John Eder           |
| Legislatura estatal                        | 48,4%      | Distrito 118 de Maine               | 2006 | John Eder           |